# 広島県道233号備後西城停車場線
広島県道233号備後西城停車場線（ひろしまけんどう233ごう びんごさいじょうていしゃじょうせん）は、広島県庄原市を通る一般県道である。

## 概要
JR西日本芸備線 備後西城駅から国道183号交点を結ぶ。
1975年（昭和50年）当時の延長は735 mあったが、国道183号西城バイパス開通により延長は半分以下になった。

### 路線データ
- 起点：庄原市西城町大佐（JR西日本芸備線 備後西城駅前）
- 終点：庄原市西城町大佐（国道183号交点）
- 総延長：335 m

## 路線状況

### 重複区間
- 広島県道57号東城西城線（庄原市西城町大佐）

## 地理

### 通過する自治体
- 庄原市

### 交差する道路
| 交差する道路                        | 交差する場所 | 交差する場所 |
| ----------------------------------- | ------------ | ------------ |
| 広島県道57号東城西城線 重複区間起点 | 西城町大佐   |              |
| 広島県道57号東城西城線 重複区間終点 | 西城町大佐   |              |
| 国道183号                           | 西城町大佐   | 終点         |

### 沿線
- JR西日本芸備線 備後西城駅
- 庄原市役所 西城支所